# Hargisia bairdiella
Hargisia bairdiella är en plattmaskart. Hargisia bairdiella ingår i släktet Hargisia och familjen Macrovalvitrematidae. Inga underarter finns listade i Catalogue of Life.